# Kulturhistoriskt lexikon för nordisk medeltid
Kulturhistoriskt lexikon för nordisk medeltid från vikingatid till reformationstid är ett bokverk som presenterar artiklar på svenska, danska och norska av forskare inom olika kulturhistoriska specialiteter. Verket utkom med 22 band under perioden 1956 - 1978. 
Geografiskt omfattar verket de fem nordiska länderna och tar upp andra ämnen, bland annat från tysk kultur, i den mån det har påverkat livet i Norden. 
Verket var först och främst avsett som ett referensverk för bibliotek, museer och arkiv. 
Verket har hög vetenskaplig nivå och artiklarna är signerade av författarna. Det finns många hänvisningar till annan litteratur, medan statistik och kartor saknas, i de inledande banden saknas även avbildningar.
Ledningskommittén med en redaktör från varje land bestod av bland andra Johannes Brøndsted, Bernt Hjejle, Lis Jacobsen, Peter Skautrup, John Danstrup (redaktör 1951-57) och Allan Karker (redaktör 1957-78) från Danmark, Kristján Eldjárn, Þorkell Jóhannesson, Magnús Már Lárusson (redaktör) och Ólafur Lárusson från Island, Trygve Knudsen, Hallvard Lie, Johan Schreiner, Didrik Arup Seip och Finn Hødnebø (redaktör) från Norge, Ingvar Andersson, John Granlund (redaktör), Dag Strömbäck, Bengt Thordeman och Elias Wessén från Sverige samt Gunvor Kerkkonen (redaktör), Aarno Maliniemi och Carl Axel Nordman från Finland.